# Claudio Kammerknecht
Claudio Kammerknecht (Emmendingen, 7 luglio 1999) è un calciatore singalese, difensore della Dinamo Dresda e della nazionale singalese.

## Carriera

### Club
Ha giocato nelle giovanili del Friburgo, per poi trascorrere quattro stagioni nella squadra riserve del club rossonero (le prime tre in quarta divisione e l'ultima in terza divisione); nel 2022 si è trasferito alla Dinamo Dresda, altro club di terza divisione; al termine della stagione 2024-2025, dopo complessive 7 reti in 100 presenze in questa categoria con il club giallonero, ha conquistato una promozione in seconda divisione, categoria in cui nella prima giornata del campionato 2025-2026 ha esordito segnandovi tra l'altro anche una rete.

### Nazionale
Il 5 settembre 2024 ha giocato la sua prima partita ufficiale in nazionale, nella partita casalinga pareggiata 0-0 contro la Cambogia e valevole per le qualificazioni alla Coppa d'Asia; cinque giorni più tardi ha invece segnato la sua prima rete in nazionale, nella partita di ritorno giocata in Cambogia, fissando il punteggio sul definitivo 2-2 nel secondo minuto di recupero del secondo tempo supplementare e mandando così la partita ai calci di rigore, dopo i quali lo Sri Lanka è riuscito a passare il turno.

## Palmarès

### Club

#### Competizioni giovanili
- DFB-Pokal der Junioren: 1

Friburgo: 2017-2018

#### Competizioni nazionali
- Fußball-Regionalliga: 1

Friburgo II: 2020-2021 (girone Sud-ovest)